# Harald Weinrich
Harald Weinrich (Wismar, 24 settembre 1927 – Münster, 26 febbraio 2022) è stato un linguista e filologo tedesco.
Studioso di filologia romanza, semantica, fonetica e linguistica testuale, fu professore emerito all'Università di Monaco e al Collège de France, presso il quale aveva insegnato dal 1992 al 1998. I suoi libri sono tradotti in diverse lingue.

## Biografia
Conseguì la laurea con uno studio sul Don Chisciotte (1953) all'Università di Münster e vi svolse anche il dottorato, perfezionandosi poi a Friburgo in Brisgovia, Tolosa e Madrid. Dopo qualche anno da assistente e associato in alcune università tedesche, inaugurò nel 1968 la cattedra di filologia romanza dell'Università di Bielefeld. Dal 1978 al 1992 insegnò anche la didattica della lingua tedesca come lingua straniera, presso l'Università di Monaco.
Con le sue cattedre tanto a Bielfeld come a Monaco è considerato il fondatore della disciplina accademica "tedesco come lingua straniera", la didattica del tedesco nell'insegnamento come lingua straniera: "Deutsch als Fremdsprache, DaF".

Come visiting professor insegnò anche qualche semestre all'Università del Michigan (1963), a Princeton (1977) e alla Scuola normale superiore di Pisa (1992).
Ricevette onorificenze e premi come il Premio Calabria (1979), il Karl Vossler Preis (1992), l'Hanseatic Goethe Prize (1997) e il Premio Adelbert von Chamisso (2002). Nel 2005 l'Università di Cagliari gli conferì una laurea honoris causa. Fu membro di diverse accademie scientifiche, incluse l'Accademia della Crusca  e l'Academia Europæa.

## Opere
- Das Ingenium Don Quijotes. Ein Beitrag zur literarischen Charakterkunde (1956)
- Phonologische Studien zur romanischen Sprachgeschichte (1958)
- Tempus. Besprochene und erzählte Welt (1964 e successive), trad. Tempus. Le funzioni dei tempi nel testo, Bologna: Il mulino, 1978, 2004 ISBN 9788815094346
- Linguistik der Lüge (1966, 2000), trad. La lingua bugiarda. Possono le parole nascondere i pensieri?, Bologna: Il mulino, 2007 ISBN 9788815120359
- Literatur für Leser. Essay und Aufsätze zur Literaturwissenschaft (1971)
- Metafora e menzogna: la serenità dell'arte, Bologna: Il mulino, 1976 ISBN 88-15-00219-7 (antologia di scritti vari)
- Sprache in Texten (1976), trad. Lingua e linguaggio nei testi, prefazione di Cesare Segre, Milano: Feltrinelli, 1988 ISBN 8807100908
- Textgrammatik der französischen Sprache (1982), trad. fr. Grammaire textuelle du français, Paris: Alliance francaise, 1989
- Wege der Sprachkultur (1985), trad. Vie della cultura linguistica, Bologna: Il mulino, 1989 ISBN 8815020748
- Kleine Literaturgeschichte der Heiterkeit (1990, 2001)
- Textgrammatik der deutschen Sprache (1993)
- La memoria di Dante, Firenze: Accademia della crusca, 1994
- Il polso del tempo, a cura di Federico Bertoni, Firenze: La nuova Italia, 1999 ISBN 882213267X
- Lethe. Kunst und Kritik des Vergessens (1997), trad. Lete. Arte e critica dell'oblio, Bologna: Il mulino, 1999 ISBN 8815068902
- Sprache, das heisst Sprachen (2001)
- Knappe Zeit. Kunst und Ökonomie des befristeten Lebens (2004), trad. Il tempo stringe. Arte ed economia della vita a termine, Bologna: Il mulino, 2006 ISBN 9788815108654
- Wie zivilisiert ist der Teufel? Kurze Besuche bei Gut und Böse (2007), trad. Piccole storie sul bene e sul male, Bologna: Il mulino, 2009 ISBN 9788815133304
- Vom Leben und Lesen der Tiere. Ein Bestiarium (2008)
- Tempo testo memoria. Saggi sulla lingua tedesca, a cura di Gabriella Catalano, Firenze: Le lettere, 2009 ISBN 8860872022
- prefazione a Franca Ortu, I dolori del giovane traduttore. Note di grammatica testuale per tradurre dal tedesco, Cagliari: CUEC, 2011 ISBN 9788884676832
- Über das Haben. 33 Ansichten (2012)